# Ugo di Champagne
Ugo di Champagne, o anche Ugo di Rouen (... – Jumièges, 9 aprile 730), è stato un abate e vescovo franco.

## Origine
Era il figlio secondogenito del maggiordomo di palazzo di Burgundia e duca di Champagne, Drogone e di Adaltrude, figlia del maggiordomo di Neustria, Bertario e di Anstrude (figlia di un altro maggiordomo di Neustria, Warattone e di Ansflida). Ugo, da parte di padre, era nipote del Maggiordomo di palazzo di Austrasia ed in seguito maggiordomo di palazzo di tutti i regni dei Franchi, Pipino di Herstal e di Plectrude, figlia del conte palatino, Ugoberto (?-† 698) e di Sant'Erminia, fondatrice e prima badessa del monastero di Oehren, nei pressi di Treviri.

## Biografia
Ugo fu educato dalla bisnonna, Ansflida, che, dopo essere rimasta vedova di Warattone, aveva fatto parecchie donazioni al monastero in cui poi Ugo sarebbe divenuto abate. Ansflida educò Ugo fin da bambino, sia con le parole che con l'esempio ad essere prudente ed attivo e lo spinse a mettersi al servizio di Dio. Crescendo, dopo che era rimasto orfano di padre, nel 708, si dedicò allo studio delle Sacre Scritture e si avvicinò alla vita religiosa.
Benché laico godette degli appannaggi delle abbazie di Saint-Wandrille e di Jumèges: in quest'ultima entrò nel 718 abbracciando la vita religiosa sotto l'abate Cochin.
Nel 722 l'arcidiocesi di Rouen divenne vacante ed Ugo venne strappato alla solitudine del chiostro e creato arcivescovo. Nel 723 accettò la carica di abate di Saint-Wandrille, al tempo di papa Gregorio II. Rimase in carica per 9 anni 2 mesi e 13 giorni.
l'anno dopo divenne arcivescovo di Parigi e vescovo di Bayeux. Alla fine della sua vita si ritirò in monastero a Jumèges e morì il 9 aprile 730, venendo sepolto a Notre Dame a Parigi.

## Culto
Viene considerato santo e ricordato nel Martirologio Romano il 9 aprile: "A Jumièges sempre in Neustria, nell'odierno territorio francese, sant'Ugo, vescovo di Rouen, che governò contemporaneamente il monastero di Fontenelle e le Chiese di Parigi e Bayeux e infine, deposti questi incarichi, resse il monastero di Jumièges".

### Fonti primarie
- (LA)  Fredegario, FREDEGARII SCHOLASTICI CHRONICUM CUM SUIS CONTINUATORIBUS, SIVE APPENDIX AD SANCTI GREGORII EPISCOPI TURONENSIS HISTORIAM FRANCORUM.
- (LA)  Annales Marbacenses.
- (LA)  Annales Mettenses Priores.
- (LA)  Monumenta Germaniae historica: Gesta Abbatum Fontanellensium.